# Кароль Ліпінський

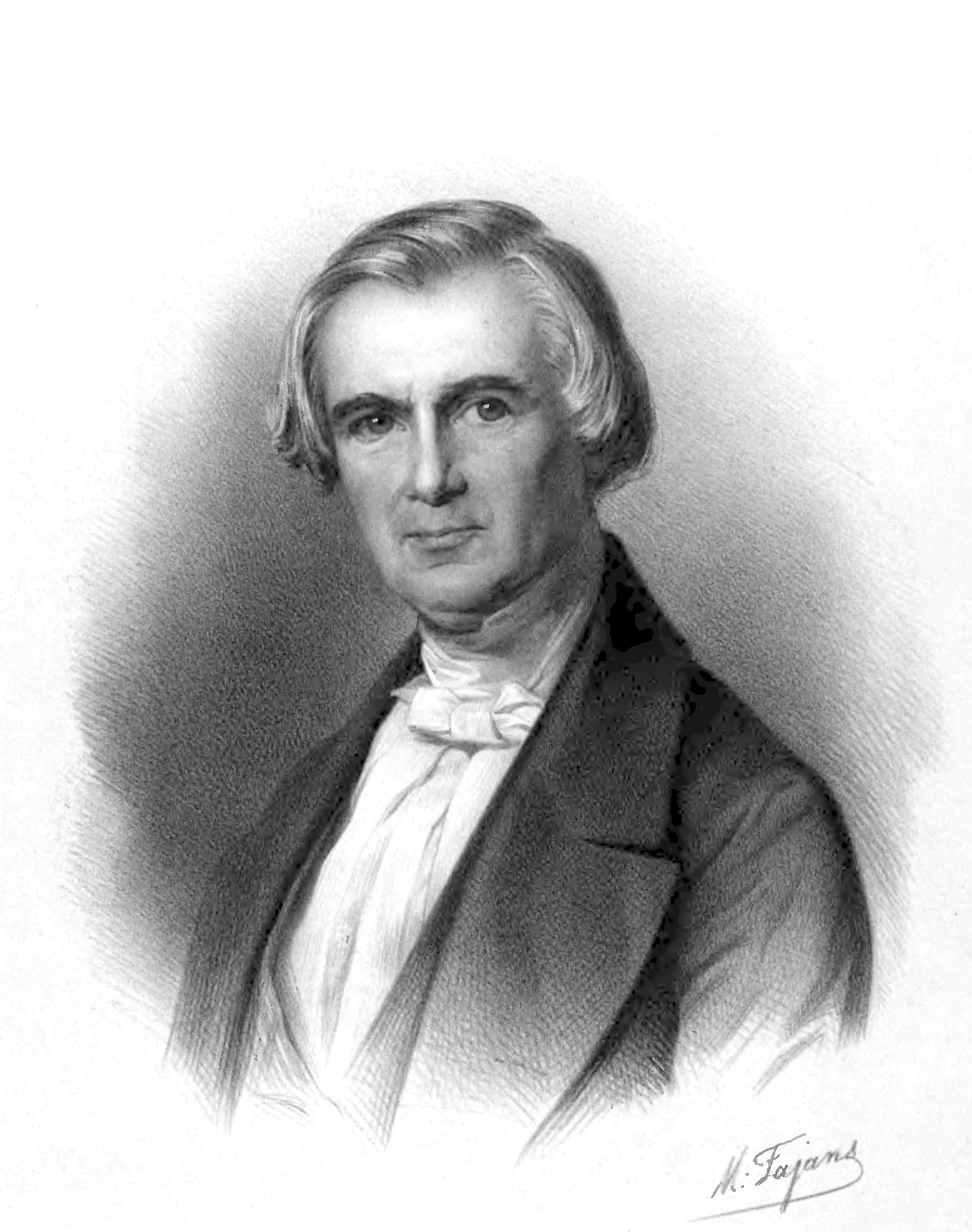
Karol Lipiński

Кароль Юзеф Ліпінський (пол. Karol Józef Lipiński, 30 жовтня 1790, Радинь-Підляський, Люблінське воєводство, Польща — 16 грудня 1861, Вірлів, нині — Зборівський район, Тернопільська область) — польський скрипаль, віолончеліст, композитор і педагог, один із найвідоміших скрипалів того часу.

## Біографія
Народився 1790 року в родині скрипаля, капельмейстера оркестру при дворі Потоцьких, у містечку Радині Підляськім. Музичні здібності Кароля виявилися в ранньому віці. Його батько Фелікс Ліпінський (1765—1847) прищепив Каролю любов до скрипки. До десятирічного віку Кароль володів інструментом досконало. Згодом він змінив скрипку на віолончель, грати на якій вчився самотужки .
1799 року родина Ліпінських переїхала до Львова, тут прожив наступні 20 років. У Львові при дворі графа Адама Стаженського батько Кароля працював вчителем музики, а також очолював невеличкий оркестр. Маючи у своєму розпорядженні доволі хороших музикантів, він організував ансамбль камерної музики, часткове керівництво яким доручив молодому Каролю. Незабаром Кароль приєднався до оркестру як скрипаль. 1809 року він став першою скрипкою (концертмейстером) оркестру у місцевому театрі, а за три роки (тоді йому було лише 22 роки) — диригентом і музичним директором театру. Завоювавши серця публіки у Львові, 1812 року їде до Варшави і знайомиться з оперним мистецтвом, а 1814 року до Відня, де зустрівся з відомим німецьким скрипалем Людвігом Шпором. Шпор порадив Ліпінському покинути диригування і зосередитись на вдосконаленні гри на скрипці. Кароль прислухався до поради. Повернувшись до Львова, він звільнився з театру і наступні три роки присвятив грі на скрипці й творенню музики.
У 1817 Ліпінський дав серію скрипкових концертів у Львові. Окрилений успіхом, Кароль вирушив у перші європейські гастролі. 1818 познайомився з Ніколо Паганіні, якого тоді вважали найкращим скрипалем Європи. 1818 Паґаніні і Ліпінський виступали разом в П'яченці. Ці виступи увійшли до музичної історії, як великі дуелі скрипалів. Ліпінський з величезним успіхом виступав у європейських столицях. Виконав власний концерт для скрипки перед королівським двором в Лондоні. У Відні був визнаний почесним громадянином австрійської столиці. Був першим виконавцем в Європі української народної пісні «Їхав козак за Дунай» — мелодія була представлена під час виступів у Парижі.
У 1818 році, захоплений віртуозною грою К. Ліпінського відомий і вже старий на той час італійський скрипаль Сальвіні дарує йому скрипку Страдіварі виготовлену 1715 , яка згодом отримує назву Страдіварі-Ліпінського[недоступне посилання з липня 2019]. Ось як про це згадує сам К. Ліпінський: «Сальвіні зустрів мене дуже тепло. Щойно я приготувався грати, як він зупинив мене і сказав: „Будь ласка, дайте мені свою скрипку“. Я підкорився. Сальвіні схопив мою скрипку за гриф і зі всієї сили вдарив нею об стіл. Я був шокований — вона розлетілася на друзки. Потім він холоднокровно попрямував до футляра, що лежав на тому ж столі, витяг з нього скрипку і вручив її мені: Спробуй цей інструмент». Так став володарем однієї з найвідоміших скрипок у світі, виготовленої 1715 року великим італійським майстром Страдіварі, яка належала великому скрипалеві і вчителеві Сальвіні — Джузеппе Тартіні. Ліпінський володів цією скрипкою до кінця свого життя. Нині скрипка знаходиться в приватній колекції в США. 2008 року колекціонер передав її у позику філармонії Мілвокі. Кароль Ліпінський мав також скрипку роботи Джузеппе Ґварнері.
У 1819–1824 виступає в Києві де 1823 року дає концерт з Марією Шимановською, Кракові, Познані, Берліні, Ліпську i Вроцлаві, Вільні, Кременці і Кам'янці-Подільскім, Одесі. 1829 року разом з Паганіні виступає під час коронації російського царя Миколи І (Романова).
1835 їде до Парижа, виступає в Лондоні і Манчестері. У 1839 році стає концертмейстером оркестру в Дрездені. Підтримував стосунки з провідними музикантами того часу. Молодий Фредерік Шопен був у захваті від майстерності Ліпінського, допомагав організувати його концерти у Парижі. У Дрездені Ліпінський виступав з Ференцом Лістом. Прихильниками Ліпінського були Ваґнер, Шуман (він присвятив свій «Карнавал» Ліпінському), Берліоз. Відомий вислів Ніколо Паганіні після того, як його стосунки з Ліпінським затьмарились: «Я не знаю, хто найкращий скрипаль, але я точно знаю, хто другий — Кароль Ліпінський».
1839 р. коли Ліпінський працював у Дрездені, в нього три роки навчався геніальний український скрипаль самородок Артем з кріпаків, котрий став прототипом Тараса у повісті «Музикант» [Архівовано 22 березня 2018 у Wayback Machine.] Тараса Шевченка.
Останньою артистичною подорожжю скрипаля була подорож до Києва 1846 року.
1845 року він придбав маєток в селі Вірлів (Урлів), нині Зборівського району (колись родинному селі його предків), де й оселився на постійне проживання. Заснував тут однокласну музичну школу для селянських дітей з українською мовою навчання. Дбав про забезпечення учнів інструментами (замовляв скрипки у львівських майстрів), добирав викладачів і сам давав уроки скрипкової гри.
У 1859 Ліпінський захворів і переїхав до Вірлова, куди до цього навідувався періодично на відпочинок.
Помер у Вірлові 16 грудня 1861 від астми. За його заповітом, прибуток від маєтку у Вірлові мав іти на утримання фонду, з якого мали виплачуватися стипендії для молодих обдарованих скрипалів для навчання у Львові, Відні, Неаполі тощо. Фонд діяв до початку Першої світової війни.
На старому католицькому цвинтарі в центрі Вірлова поруч із церквою Св. Михаїла є могила Ліпінського [Архівовано 29 грудня 2011 у Wayback Machine.]. Колись це була родинна каплиця родини зі склепом. За переказами старожилів, спочилих клали у труни зі скла. На могилі 1863 року було встановлено пам'ятник за проектом архітектора Т.Єзовського. Каплицю зруйнували, на місці склепу нині пагорб.

## Творчість
Свої найвідоміші концерти для скрипки Ліпінський написав у Львові між 1814 і 1817 роками. Перші його авторські твори датуються 1810 роком — три симфонії Es-dur, B-dur, Увертюра D-dur. Був безпосередньо причетним до виникнення великої фольклористичної хвилі, що прокотилася по Україні в першій половині XIX ст. Брав участь в укладанні збірника народних пісень Вацлава з Олеська (Вацлава Залеського) «Пісні польські і руські галицького люду», надрукованого у Львові 1833 р. З вміщених тут і опрацьованих Ліпінським для голосу з фортепіано 160-ти пісенних мелодій 76 — українські. Серед них три обрядові, одна історична (варіант поширеної по всій Україні пісні про Нечая), багато романсово-ліричних і коломийок. Поряд з автентичними народними в збірнику є чимало пісень літературного походження, які набули в побуті широкої популярності, як от «Дай же, Боже, добрий час» [Архівовано 8 грудня 2011 у Wayback Machine.] та «Станьмо, браття, в коло», що протягом усього XIX ст. постійно звучали на товариських вечірках, концертах аматорських хорів і навіть виконували свого часу роль національних гімнів. Вони створені на вірші поета-ченця з Підгірців о. Юліяна Добриловського, ЧСВВ (1760—1825), який задовго до Маркіяна Шашкевича і «Руської Трійці» почав писати народною українською мовою.

## Музичні твори (вибрані)
- Варіації на теми з опери «Попелюшка» Д.Россіні op. 10
- Rondo alla polacca op. 13
- I Концерт для скрипки fis-moll op. 14
- II Концерт для скрипки D-dur (Concerto militaire; Військовий) op. 21
- Variations de Bravoure op. 22
- Фантазія і варіації на теми з опери «Сомнамбула» Белліні op. 23
- Фантазія за мотивами опери «Krakowiacy i Górale» Jan Stefani op. 33
- III Концерт для скрипки e-moll op.24
- IV Концерт для скрипки A-dur op.32
- Повний список творів К. Ліпінського [Архівовано 7 липня 2012 у Wayback Machine.].

## Дискографія
- I Koncert skrzypcowy fis-moll op. 14, Rondo alla polacca op. 13, Variations de Bravoure op. 22 (2001, CPO 999 912-2) — Albrecht Breuninger — скрипка, Polska Orkiestra Radiowa, Wojciech Rajski — диригент.
- II Koncert skrzypcowy D-dur op. 21, III Koncert skrzypcowy e-moll op.24, IV Koncert skrzypcowy A-dur op.32 (CPO 999 787-2) — Albrecht Breuninger, Polska Orkiestra Radiowa, Wojciech Rajski — диригент
- Symfonia B-dur op. 2 nr 3, Uwertura D-dur, II Koncert skrzypcowy (2003, DUX 0432) — Dominika Falger, Filharmonia Lubelska, Piotr Wijatkowski — диригент ()
- Trio A-dur op. 12, Polonezy op. 9 (Selene Records 2005, CD-s 0501.72)[недоступне посилання з червня 2019] — Konstanty Andrzej Kulka — скрипка, Andrzej Gębski- скрипка, Grzegorz Chmielewski -альт, Andrzej Wróbel — віолончель. ( [Архівовано 9 січня 2022 у Wayback Machine.])
- Fantazja na motywach opery Krakowiacy i Górale Stefaniego op. 33, Fantazja i wariacje na tematy z opery Lunatyczka Belliniego op. 23, Kaprys D-dur op. 29 nr 3, Impromptu op. 34 nr 1, Trio g-moll  op. 8 (Selene Records 1998, CD-s 9808.44)[недоступне посилання з червня 2019] — Konstanty Andrzej Kulka — скрипка, Aurelia Liwanowska — скрипка, Andrzej Wróbel — віолончель..